# Стаклена башта
Стаклена башта је грађевина где се култивишу биљке. Стаклена башта је саграђена од стакла; она се загрева јер сунчево електромагнетно зрачење загрева биљке, земљу и остале ствари унутар грађевине. Ваздух загрејан топлотом са врућих унутрашњих површина се задржава у грађевини уз помоћ крова и зида.

## Принцип стаклене баште
Стакло коришћено за стаклене баште ради као селективни медиј преноса за различите спектралне фреквенције, а његов ефекат је да зароби енергију унутар стаклене баште, која загрева и биљке и земљу. Ово отопљава ваздух у близини земље, а ваздух не може да се подигне и оде. Ово може да се демонстрира отварањем малог прозора близу крова стаклене баште: температура знатно опада. Овај принцип је основа аутовентилационог аутоматског система за расхлађивање. Стаклене баште, дакле, раде заробљавајући електромагнетно зрачење и спречавајући конвекцију. Погледајте Соларна стаклена башта за више техничких дискусија о раду соларних стаклених башти.

## Историја
Идеја о узгоју биљки у еколошки контролисаном окружењу је постојала од римских времена. Римски цар Тиберије је конзумрао поврће слично краставцима на дневној бази. Римски баштовани су користили вештачке методе узгоја (сличне систему стаклене баште) да учене то поврће доступно за царску трпезу током целе године. Краставци су били посађени у колицима на точковима, која су свакодневно изгуравана на сунце, а затим су враћана унутра да би задржавала топлоту током ноћи. Краставци су били смештени под оквирима или у објектима за краставце застакљеним са било науљеном тканином познатом као спекуларија или са плочама од селенита (a.k.a. lapis specularis), према опису Плинија Старијег.
Приви опис грејане стаклене баште потиче из Санга Јорока, расправе о узгоју коју је саставио краљевски лекар корејске династије Чосон током 1450-их, у поглављу о узгоју поврћа током зиме. Расправа садржи детаљна упутства за конструисање стаклене баште која омогућава култивацију поврћа, форсирање цвећа и сазревање воћа у вештачки загрејаном окружењу, користећи ондол, традиционални корејски систем подног грејања, за одржавање топлоте и влажности; земљане зидове за изолацију топлоте; и полутранспарентне науљене ханџи прозоре да би се омогућила пенетрација светла за раст биљки и пружила заштита од спољашње средине. Анали Чосенске династије потврђују да су структуре налик на стаклене баште са инкорпорираним ондолом биле конструисане да би се пружила топлота за мандаринска стабла током зиме 1438.

## Функција стаклене баште
Стаклене баште се често користе за узгајање цвећа, поврћа, воћа и дувана. Бумбари су изабрани полинатори за већину опрашивања у стакленим баштама, мада се користе и остали типови пчела, као и вештачко опрашивање.
Дуван, поврће и цвеће се гаје у стакленим баштама у касну зиму и рано пролеће, а онда се преносе напоље како време отопљава. Започете биљке су обично доступне баштованима на пијацама за време преношења (пресађивања).
Стаклене баште су од све већег значаја у снабдевању храном за земље великих географских ширина. Највећи комплекс стаклених башта на свету је у Лимингтону у Онтарију (близу најјужније тачке Канаде) где око 0.8 km² парадајза расте у потпуности испод стакла.

## Контрола микроклиме
Затворено окружење стаклене баште има своје посебне услове, у поређењу са производњом напољу. Штеточине и болести, као и велике врућине и влажности ваздуха, морају да се контролишу, а наводњавање је обавезно за пружање воде. Могуће је да су потребни значајни додаци у виду топлоте и светлости, посебно код зимске производње поврћа топлог времена. Посебне врсте одређених култура, као на пример парадајза, се генерално користе за комерцијалну производњу.
Стаклене баште штите расаде од превелике топлоте или хладноће, штите биљке од мећава прашине и онемогућавају приступ штеточинама. Контрола светлости и температуре омогућава стакленим баштама да претворе необрадиво земљиште у обрадиво. Стаклене баште могу да нахране изгладнеле нације где културе не могу да опстану услед тешких пустиња и арктичких пустара. Хидропоника се такође може користити у стакленим баштама како би се најбоље искористио унутрашњи простор.
Биолог Џон Тод је изумео стаклену башту која претвара канализациону у пијаћу воду, путем природних процеса бактерија, биљака и животиња

## Пластеник
Пластеник је варијација стаклене баште где се стакла користи се провидна пластична фолија. Време израде је брже а трошкови су знатно мањи је је пластична фолија далеко јефтинија од стакла а и лакше се уграђује.

## Теорија рада
Повишена температура у стакленику настаје зато што упадно сунчево зрачење пролази кроз провидни кров и зидове и апсорбује се у поду, земљи и садржају који постају топлији. Како структура није отворена за атмосферу, загрејани ваздух не може да изађе конвекцијом, те температура унутар стакленика расте.
Ово се разликује од теорије оријентисане на земљу познате као „ефекат стаклене баште“, што је смањење губитка топлоте планете кроз зрачење.
Квантитативне студије сугеришу да ефекат инфрацрвеног зрачења није занемарљиво мали и да може имати економске импликације у загрејаном стакленику. Анализом проблема блиског инфрацрвеног зрачења у стакленику са екранима високог коефицијента рефлексије дошло се до закључка да је постављање оваквих екрана смањило потребу за топлотом за око 8%, те је предложена примена боја на провидне површине. Композитно мање рефлектирајуће стакло, или мање ефикасно, али јефтиније једноставно стакло са антирефлексним премазом, такође је донело уштеде.

### Обогаћивање угљен-диоксида
Предности обогаћивања угљен-диоксидом на око 1100 делова на милион у гајењу у стакленицима за побољшање раста биљака познате су скоро 100 година. Након развоја опреме за контролисано серијско обогаћивање угљен-диоксида, техника је широко успостављена у Холандији. Секундарни метаболити, на пример, срчани гликозиди у Digitalis lanata, производе се у већим количинама гајењем у стакленику на повишеној температури и повећаној концентрацији угљен-диоксида. Обогаћивање угљен-диоксидом такође може значајно смањити потрошњу воде у стакленику тако што ће ублажити укупни проток ваздуха који је потребан за снабдевање адекватним угљеником за раст биљака и на тај начин смањити количину воде изгубљене испаравањем. Комерцијални стакленици се сада често налазе у близини одговарајућих индустријских објеката на обострану корист. На пример, Корнервајс стакленк у Великој Британији је стратешки позициониран у близини велике рафинерије шећера, трошећи и отпадну топлоту и CO2 из рафинерије који би иначе били испуштени у атмосферу. Рафинерија смањује емисију угљеника, док расадник има повећан принос парадајза и не мора да обезбеђује сопствено грејање стакленика.
Обогаћивање постаје ефективно само тамо где је, према Либиговом закону, угљен-диоксид постао ограничавајући фактор. У контролисаном стакленику, наводњавање може бити безначајно, а земљиште може бити плодно по подразумеваној вредности. У мање контролисаним баштама и отвореним пољима, повећање нивоа CO2 само повећава примарну производњу до тачке исцрпљивања земљишта (под претпоставком да нема суша, поплава, или обоје), као што је показано prima facie нивоом CO2 који наставља да расте. Поред тога, лабораторијски експерименти, тестне површине обогаћивања слободним ваздухом угљеником (FACE) и мерења на терену обезбеђују репликацију.

## Стакленик ботаничке баште Јевремовац
Велика стаклена башта, подигнута у викторијанском стилу, са централном куполом и два крила, покрива око 550 квм површине и под својим сводом чува преко 1000 различитих тропских, суптропских и медитеранских врста зељастих и дрвенастих биљака, груписаних географски, по континентима и еколошки. У јужном крилу и под централном куполом расте раскошан и бујан, биљни свет тропских кишних шума у оквиру изложбене поставке Тропи у Београду и разнолики свет водених биљака у оквиру поставке Водене баште.
Богата колекција сукулентних биљака, свет пустиња, песка, камена и сунца, неизмерне лепоте и чудесних метаморфоза расте у северном крилу стаклене баште.